# Ludgero Pinto Basto
Ludgero Eugénio Pinto Basto (Lixa, 13 de Janeiro de 1909 - Lisboa, 23 de Maio de 2005) foi médico, político revolucionário comunista e ativista cívico português.

## Biografia
Fez a instrução primária na Escola da terra. Recomeçou os estudos no Porto e completou o 3º ciclo liceal em 1928. Iniciou-se na Maçonaria (Grande Oriente Lusitano Unido) que foi para ele uma desilusão. Fez os Preparatórios de Medicina em 1929 na Faculdade de Ciências da Universidade do Porto. Transferiu-se para a Faculdade de Medicina de Lisboa onde concluiu a licenciatura em 1934.

Em Lisboa aderiu à loja maçónica “Rebeldia” que organizou, em 1931, uma greve académica de apoio à Revolta da Madeira (4 de Abril a 2 de Maio). Afastou-se da Maçonaria e aproximou-se do Partido Comunista Português (PCP).
A 25 de abril de 2004, foi agraciado com o grau de Grande-Oficial da Ordem da Liberdade.

### Militância no Partido Comunista Português
Aderiu ao PCP e integrou e dirigiu o Comité Regional de Lisboa em 1932.
Foi comissário do PCP à organização da greve insurreccional de 18 de Janeiro (1934).
Entrou na clandestinidade em Julho de 1934.
Passou a pertencer ao Comité Central do PCP em Abril de 1936.
Foi comissário do Comité Central na articulação directa com os marinheiros da sublevação da ORA (Organização Revolucionária da Armada) de 8 de Setembro (1936).

#### Missões internacionais
Em Março de 1937 foi a Espanha em missão específica relacionada com a coordenação das ligações do Partido com o exterior. Regressou a Portugal.
Em Maio de 1937 foi a Paris juntamente com Alberto Araújo, membro do Secretariado, em missão relacionada com as ligações externas do Partido.
Em Paris, na sede de um sindicato operário, fez inspecções médicas aos candidatos que queriam ingressar nas Brigadas Internacionais.
Foi para Espanha (Guerra Civil) onde esteve de Setembro de 1937 a Fevereiro de 1938, como delegado do PCP.
Regressou a Lisboa em Março de 1938, passando por Paris, e passou a trabalhar junto do Secretariado.
Colaborou na preparação da fuga de Francisco de Paula Oliveira do Aljube.
A partir de Abril de 1939 integrou formalmente o triunvirato do Secretariado, com Cunhal e Francisco Miguel.

### Preso Político
Foi preso a 1 de Dezembro de 1939 pela Polícia de Vigilância e Defesa do Estado. Da prisão do Aljube foi para a Prisão de Caxias. A 29 de Fevereiro de 1940, na prisão, legalizou o seu casamento com a companheira Brízida. Foi julgado em 18 de Maio de 1940. Foi deportado para Angra em 24 de Fevereiro de 1941. Esteve preso no Forte (ou Castelo) de São Sebastião (“Castelinho”) de Angra do Heroísmo [por já ter sido desactivada a anterior prisão política, o Forte (ou Castelo) de São João Baptista (ex-São Filipe). Regressou a Lisboa a 1 de Fevereiro de 1943 para ser libertado, depois de ter cumprido uma pena de 38 meses de prisão, incluindo 2 anos de deportação. Em liberdade continuou o trabalho partidário, na ilegalidade, mas já não na clandestinidade.

### Trabalho Médico
Trabalhou como Assistente voluntário no Serviço do Prof. Pulido Valente, mas só pôde fazer o Internato Geral dos Hospitais Civis de Lisboa (HCL) nos anos 1944/46 e o Internato Complementar nos anos 1946/48. Continuou a trabalhar nos mesmos Hospitais, como Interno contratado, até 1956, data em que foi nomeado Assistente desses Hospitais, depois de ter sido aprovado em concurso de provas públicas.
Foi pioneiro da Endocrinologia em Portugal (com Iriarte Peixoto e Eurico Paes). Em 1952 criou o Serviço de Endocrinologia do Hospital do Ultramar e foi Director desse Serviço enquanto esteve nesse hospital, até 1957.

Trabalhou 22 anos no Hospital de Santa Marta (Serviço 1 - Medicina: Dr. Carlos George) até 1979, data da sua aposentação. Manteve a Consulta de Endocrinologia, pro-bonu, depois de reformado.

1943: Participou na fundação do MUNAF (Movimento de Unidade Nacional Anti-Fascista). 1945: Participou na organização das listas da oposição às eleições legislativas. 1949: Participou na campanha eleitoral de Norton de Matos para a Presidência da República.

Em 1957 foi nomeado Director-adjunto do Banco do Hospital de São José, quando esta direcção passou a ter um adjunto médico e um adjunto cirurgião (Leopoldo Laires).

1958: Participou na campanha de Arlindo Vicente e, depois, na de Humberto Delgado. 

Foi eleito para o Conselho Regional de Lisboa da Ordem dos Médicos para o triénio de 1959-1961.
Foi Tesoureiro da Sociedade Portuguesa de Medicina Interna (SPMI) na Direcção eleita em 9 de Dezembro de 1960 (Presidente: Prof. Cerqueira Gomes).
Foi sócio da Sociedade Portuguesa de Ciências Naturais.

1961: Fez ligação dos militares do golpe (Abrilada) de Botelho Moniz e o PCP. Não se opõe ao assalto ao quartel de Beja, mas não participa, em 31 de Dezembro. 1962: Fracassado o golpe de Beja, interveio, como um dos directores dos Hospitais Civis de Lisboa, para ajudar os feridos, nomeadamente o Coronel Varela Gomes. No Outono de 1968, por convite do Instituto Cubano de Amistad con los Pueblos (ICAP), esteve de visita a Cuba. 

Foi novamente Director-adjunto do Banco do Hospital de São José em 1968/1969 (com o cirurgião Sérgio Sabido Ferreira).
Fez parte da Assembleia Geral da Ordem dos Médicos, como representante do Conselho Regional de Lisboa.
Foi médico da Caixa de Previdência do porto de Lisboa.

Depois do 25 de Abril, foi eleito para a Comissão Provisória de Gestão dos HCL (Hospitais Civis de Lisboa) e desempenhou funções no Conselho Pedagógico e na Comissão Instaladora do ensino pré-graduado nos mesmos HCL. Colaborou com a Associação Protectora dos Diabéticos Pobres (atualmente Associação Protectora dos Diabéticos de Portugal). Foi membro da Sociedade Portuguesa de Endocrinologia.
Em Novembro de 1986 participou, como orador convidado, na sessão de homenagem póstuma a Carlos George promovida pela Sociedade Médica dos Hospitais Civis de Lisboa, na evocação do médico, organizador e humanista.

Escreveu vários artigos científicos, em diferentes revistas, nomeadamente Boletim de Endocrinologia e Clínica, Amatus Lusitanus (Revista de Medicina e Cirurgia, Lisboa), Revista Luso-Espanhola de Endocrinologia e Nutrição, Medicina Moderna, entre outras. 

Em 1983 foi eleito para os corpos sociais da URAP.

Exerceu medicina privada até aos 92 anos.

Faleceu em 23 de Maio de 2005, deixando 3 filhos e 6 netos.

Por coincidência, a Terramar editou o livro "Bukharine, minha paixão", que traduziu a partir da edição francesa, precisamente no dia do seu falecimento.

## Artigos publicados
- Implantação subcutânea do Propionato de Testosterona, no Boletim de Endocrinologia e Clínica, vol.I, n.º1, 1948.
- Acromegalia, no Boletim de Endocrinologia e Clínica, vol.I, n.º2, 1948.
- Norma para o estudo semiológico dos Doentes de Hipertireoidismo, no Boletim de Endocrinologia e Clínica, vol.II, n.º1, 1949.
- Contribuição para o estudo da velocidade de reabsorção dos comprimidos implantados, no Boletim de Endocrinologia e Clínica, vol.II, n.º2, 1949, e no Boletim Clínico dos Hospitais Civis de Lisboa.
- Uma prova para o diagnóstico do sexo no Pseudo-hermafroditismo em idade pré-puberal, no Boletim de Endocrinologia e Clínica, vol.II, n.º4, 1949.
- Fundamentos fisiopatológicos da Oxigenoterapia, no Boletim de Endocrinologia e Clínica, vol.II, n.º4, 1949, e no Boletim Clínico dos Hospitais Civis de Lisboa, vol.XIV, n.º3, 1950.
- Anemias Hemolíticas, no Boletim de Endocrinologia e Clínica, vol.III, n.º1, 1950.
- Cloromicetina e Aureomicina, no Portugal Médico, vol.XXXIV, n.º6, 1950.
- Cloromicetina e Aureomicina: mais dois poderosos antibióticos utilizáveis na clínica, revisão de conjunto, em O clínico, revista científica destinada à difusão cultural entre os profissionais de medicina e farmácia, Índia, - Vol. XIII, n.º 10 (1950), p. 2-41, revista relativa ao mês de Outubro de 1950.
- A propósito de um caso de Exoftalmo Maligno, no Boletim Clínico dos Hospitais Civis de Lisboa, vol.XIV, n.º4, 1950.
- Cortisona, sua significação e seu valor terapêutico, na Medicina Moderna, n.º1, 1951.
- Pregnenolona, sua utilização terapêutica especialmente nas afecções Reumáticas, na Medicina Moderna, n.º2, 1951.
- Uma nova arma contra a obstipação: a Metil-celulose, na Medicina Moderna, n.º3, 1951.
- A Metantelina no tratamento da Úlcera Gastro-duodenal, na Medicina Moderna, n.º4, 1951.
- Tratamento da Criptorquidia, na Medicina Moderna, n.º5, 1952.
- A Hidrazida do Ácido Isonicotínico, novo fármaco Antituberculoso, na Medicina Moderna, n.º6, 1952.
- Relatório sucinto sobre os doentes de Tuberculose Pulmonar tratados na Caixa de Previdência dos Trabalhadores do Porto de Lisboa nos anos de 1951,1952 e 1953, publicado no Relatório dos Serviços Clínicos, anos 1951, 1952, 1953 e 1954.
- Estados de Insuficiência Supra-renal, no Portugal Médico, n.º2, 1954.
- Coma Diabético. Fundamentos fisiopatológicos do seu tratamento, na Colectânea de Trabalhos de discípulos de Pulido Valente, 1954.
- Tratamento do Coma Diabético, no Jornal do Médico (Porto), n.º718, 1956.
- Provas funcionais do Fígado, palestra aos Anestesistas dos Hospitais Civis, 1957.
- Um novo Analgésico de síntese (R.875), dextromoramida, no Jornal do Médico n.º757, 1957.
- Tireóide e afecções musculares, comunicação à Sociedade Médica dos Hospitais Civis, 1958.
- Classificação anatomo-clínica das doenças da tireóide (participação numa mesa redonda sobre esse assunto).
- Alguns aspectos da patogenia da acidose diabética e suas implicações terapêuticas, 1958, comunicação à Sociedade Portuguesa de Medicina Interna, no Jornal do Médico,1958.
- O Dr. Manuel Frazão, no Boletim da Sociedade Médica dos HCL, 1959.
- Tratamento médico da Cirrose Hepática, no Colóquio sobre Cirroses organizado pela Sociedade Médica dos HCL, no Boletim Clínico dos HCL vol 23 - Nº 4, 1959.
- Coma diabético, alguns aspectos clinico-terapêuticos actuais.
- O tratamento da acidoacetose e do coma diabético, 1966.
- As hipoglicemias nos diabéticos, 1967.
- O tratamento da diabética grávida, 1969.
- Mecanismos de acção da insulina, palestra integrada no «Primeiro Curso Pós-Graduado sobre Mecanismo de Acção Hormonal» efectuado no Serviço de Endocrinologia do Hospital Geral de Santo António, do Porto, de 2 de Novembro a 3 de Dezembro de 1971, no Boletim Clínico dos Hospitais Civis de Lisboa vol.35-N.ºs 1-4, 1973/74.
- Antidiabéticos orais: as novas sulfonilureias antidiabéticas, 1972.
- Sobre as dificuldades de assistência médico-social aos resistentes antifascistas.
- A urgência medico-cirúrgica no Serviço Nacional de Saúde.

### Em colaboração
- Hermafroditismo Verdadeiro, com Carneiro de Moura, 1945, no Boletim do 1.º Congresso Português de Urologia; no Journal of Urology, vol.56, n.º6, de Dezembro de 1946; resumido no Year Book of Endocrinology and Nutrition, de 1947.
- Expressão Clínica Invulgar de uma Afecção Vulgar, com Iriarte Peixoto, no Jornal do Médico, vol. IX, n.º207, 1947.
- Primeiros Resultados da nossa experiência de implantação intratecidual de Hormonas Sólidas, com Jaime Celestino da Costa, no Boletim da Sociedade de Ciências Médicas de Lisboa, e no Amatus Lusitanus, vol.VI, n.º7,1947, e na revista suíça Praxis, n.ºs 51 e 52, 1948.
- Terapêutica por implantação intratecidual de Hormonas, com Jaime Celestino da Costa, no Amatus Lusitanus, vol.VI, n.º8, 1947.
- Alguns problemas levantados pelo método de implantação de Hormonas Sólidas, com Jaime Celestino da Costa, no Amatus Lusitanus, vol.VI, n.º9, 1947, e na revista suíça Praxis, n.ºs 51 e 52, 1948.
- Alguns Aspectos da Terapêutica do Hipertireoidismo, com Iriarte Peixoto e Egídio Gouveia, no Boletim Clínico dos Hospitais Civis de Lisboa, e no Amatus Lusitanus, vol.VII, n.º4, 1947.
- O Cloranfenicol no tratamento da Tosse Convulsa, com José Reis Júnior, na Medicina Moderna, n.º1, 1951.
- Terapêutica ocular pela Cortisona em aplicações locais, com Henrique Moutinho, no Jornal da Sociedade das Ciências Médicas,1951.
- Thérapeutique oculaire par la Cortisone, com Henrique Moutinho, nos Archives d’Ophtalmologie, 13.241,1951.
- Cortisona e ACTH nos tratamentos das Uveítes, com Henrique Moutinho, na Revista Portuguesa de Medicina Militar, 1953.
- Expressão clínica múltipla de Disseminação Tuberculosa, com Pena de Carvalho e Orlando Carvalho, no Jornal do Médico, XXII (568), 1953.
- Introdução aos problemas de diagnóstico e terapêutica das Doenças Hepato-biliares, com Mendes Ferreira, no Boletim do Hospital do Ultramar, n.º5, IIª série,1956.
- Administração rectal de Iodidrato de ester B.dietil-amino-etílico de benzilipenicilina, com João Cardoso Rocha, na Medicina Moderna, n.º10, 1954.
- O tratamento da Obesidade na Prática Clínica, com António Cabrita, Comunicação à 2ª Reunião Luso-Espanhola de Endocrinologia de Novembro de 1955, em O Médico, n.º266,1956.
- Um caso de Síndroma Adrenogenital numa criança de 2 anos, com Idálio de Oliveira e Graça Morais, comunicação ao 4.º Congresso de Electro-Radiologistas de Cultura Latina, Lisboa, 1957.
- Acidose Diabética, com Silva Gomes, Álvaro Sequeira e Alberto Saraiva, relatório português à III.ª Reunião Luso-Espanhola de Endocrinologia, em Valladolid, na Revista Ibérica de Endocrinologia, 1957, e no Jornal do Médico.
- Anemia de Fanconi, com Herculano Tavares Coutinho, comunicação à Sociedade Portuguesa de Medicina Interna, 1958.
- Fisiopatologia dos grandes traumatizados, com Ricardo Jorge.
- Introdução ao tratamento dos grandes traumatizados, com Gomes Rosa, 1965.
- Orientação do diagnóstico do hipotireoidismo, com Maria Liliana Guerreiro, 1972.
- Terapêutica médica do hipertireoidismo, com Manuel Sá Marques e Manuela Lima.
- As novas sulfonilureias antidiabéticas, com Maria Liliana Guerreiro e João José Nabais Governo, Participação no Colóquio realizado no Hospital do Ultramar, em 11-12/XII/1971, no Boletim Clínico dos Hospitais Civis de Lisboa vol.35-N.ºs 1-4, 1973/74.
- O valor da Radiologia no diagnóstico da Picnodisostose, com Jorge Saldanha, J. B. Martins Pisco, R. Magalhães Faria e Casimiro Meneses, no Boletim Clínico dos Hospitais Civis de Lisboa, Volume 36, N.ºs 1-4, 1975.

## Traduções
- As hormonas e a saúde, de A. Stuart Mason, 1964, Ulisseia.
- A fisiologia do sexo, de Kenneth Walker, 1967, Ulisseia; 1974, Clube Português do Livro e do Disco.
- Pequena enciclopédia de medicina e farmácia, co-coordenação de João José Mendes Fagundes, 1971, Editorial Enciclopédia.
- Dicionário de medicina, de Peter Wingate, tradução e adaptação, 1977, Dom Quixote; 3.ª edição,1978.
- SIDA: perguntas e respostas, de F. Barré-Sinoussi, J. C. Chermann, W. Rozenbaum, 1989, Caminho.
- Biologia (Biology) - Enciclopédia juvenil ilustrada:9, 1990, Resomnia, Lisboa.

- Bukharine, minha paixão, de Anna Larina Bukharina,  prefácio de Véronique Garros, revisão de Alberto Freire, 2005 (1.ª ed), Terramar.

## Fotografias

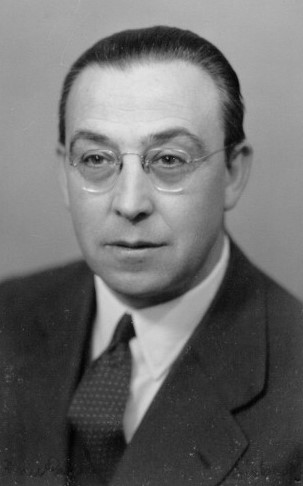
Ludgero Pinto Basto em 1957
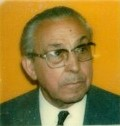
Ludgero Pinto Basto em 1976 com Francisco Miguel
- Ludgero Pinto Basto em 1996
- Ludgero Pinto Basto em 1999